# BMW R 850 R
BMW R 850 R je motocykl kategorie naked-bike, vyvinutý firmou BMW, vyráběný v letech 1995–2001. Jeho předchůdcem byl model BMW R 80 R, nástupcem se stal model BMW R 850 R Comfort. Všestranný motocykl, jehož podvozek si poradí se štěrkovými cestami i zatáčkovitou asfaltkou. Vyráběl se jako menší varianta BMW R 1100 R. Systémem ABS, kterým byl R1100R vybaven standardně, bylo možno motocykl dovybavit.
Motor je čtyřdobý, vzduchem a olejem chlazený osmiventilový dvouválec boxer s obsahem 848 cm³.
Zavěšení předního kola Telelever a kardanu v kyvném rameni letmo uloženého kola zadního je pro dvouválcové boxery BMW charakteristické. Dominujícím prvkem je široká palivová nádrž s postranními chladiči oleje, které elegantní křivkou přecházejí do prolisů pro jezdcova kolena.

## Technické parametry
- Rám: ocelový příhradový
- Suchá hmotnost: 192 kg
- Pohotovostní hmotnost: 215 kg
- Maximální rychlost: 185 km/h
- Spotřeba paliva: